# Yambo (Burkina Faso)
Pour les articles homonymes, voir Yambo.
Yambo est un village situé dans le département de Bagré de la province du Boulgou dans la région Centre-Est au Burkina Faso.

## Démographie
| 2003  | 2006  | 2012 |
| ----- | ----- | ---- |
| 2 970 | 3 932 | -    |

## Santé et éducation
Yambo accueille un centre de santé et de promotion sociale (CSPS) dans le quartier de Bégassé tandis que le centre hospitalier régional (CHR) se trouve à Tenkodogo.
Le village possède quatre écoles primaires publiques (à Bégassé, Douka, Kalkoudi et Yambo).